# Rismyrtjärnen, Ångermanland
Rismyrtjärnen är en sjö i Strömsunds kommun i Ångermanland och ingår i Ångermanälvens huvudavrinningsområde.